# Зельчина
Зельчина (пол. Zelczyna) — село в Польщі, у гміні Скавіна Краківського повіту Малопольського воєводства.
Населення — 933 особи (2011).
У 1975-1998 роках село належало до Краківського воєводства.

## Демографія
Демографічна структура станом на 31 березня 2011 року:
|          | Загалом | Допрацездатний вік | Працездатний вік | Постпрацездатний вік |
| -------- | ------- | ------------------ | ---------------- | -------------------- |
| Чоловіки | 454     | 97                 | 313              | 44                   |
| Жінки    | 479     | 101                | 292              | 86                   |
| Разом    | 933     | 198                | 605              | 130                  |